# Sandro Mazzola
Alessandro Mazzola, detto Sandro (Torino, 8 novembre 1942), è un ex calciatore e dirigente sportivo italiano, di ruolo centrocampista e attaccante. Con la nazionale italiana è stato campione d'Europa nel 1968 e vicecampione del mondo nel 1970.
Considerato uno dei migliori calciatori italiani della storia, occupa la 43ª posizione nella speciale classifica dei migliori calciatori del XX secolo pubblicata dall'IFFHS. È stato inserito per 9 volte tra i candidati alla vittoria del Pallone d'oro, arrivando a ricoprire nel 1971 la 2ª posizione, subito dietro a Johan Cruijff.
A livello individuale si laureò miglior marcatore nella Coppa dei Campioni 1963-1964 e nel campionato italiano nel 1965.
Nel 2014 è stato inserito nella Hall of fame del calcio italiano e nel 2022 nella Hall of Fame dell'Inter.
Ha legato il proprio nome a quello dell'Inter, per cui ha giocato dal 1961 al 1977 ben 570 partite segnando 162 reti e vincendo 4 campionati nazionali, 2 Coppe dei Campioni e 2 Coppe Intercontinentali, capitano per 7 stagioni (dal 1970 al 1977) succedendo a Mario Corso.
Terminata la carriera agonistica, ha ricoperto diversi ruoli dirigenziali nel club nerazzurro, ultimo dei quali direttore sportivo dal 1995 al 1999.
Con la Nazionale dal 1963 al 1974, ha disputato il vittorioso campionato d'Europa 1968, 1º successo dell'Italia nella competizione. Ha partecipato a 3 edizioni del campionato del mondo (Inghilterra 1966, Messico 1970 e Germania Ovest 1974). Celebre fu la rivalità con Gianni Rivera, giocatore simbolo del Milan e suo antagonista per un posto da titolare, sebbene tra i due ci sia sempre stato un rapporto di stima reciproca.

## Biografia
Sandro è figlio del celebre calciatore Valentino Mazzola, considerato tra i più grandi numeri 10 della storia del calcio nonché uno dei migliori calciatori italiani di tutti i tempi.

## Caratteristiche tecniche

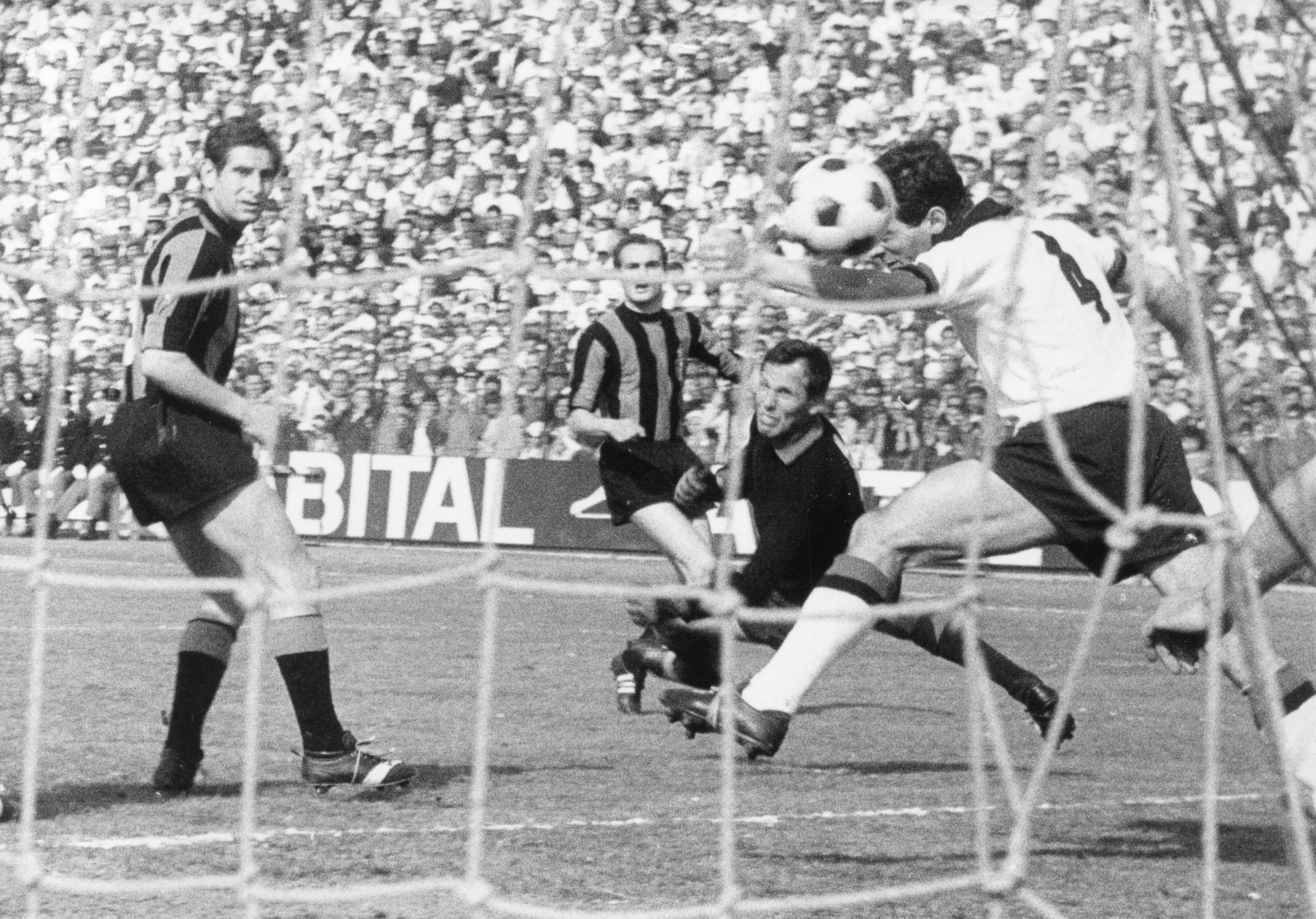
Mazzola (al centro) in gol a Venezia nel 1967

Mazzola fu un giocatore versatile: da giovane agiva nella zona mediana del campo, ma sotto la guida tecnica di Helenio Herrera divenne attaccante, ruolo in cui si affermò come campione internazionale. Successivamente arretrò, tornando a vestire i panni del centrocampista. Dotato di notevole tecnica – celebri le sue «serpentine» –, si distingueva per le qualità atletiche, acrobatiche e caratteriali, nonché per una spiccata propensione ai ripiegamenti difensivi.

## Carriera

### Giocatore

#### Club

##### 1961-1963: dall'esordio al primo scudetto

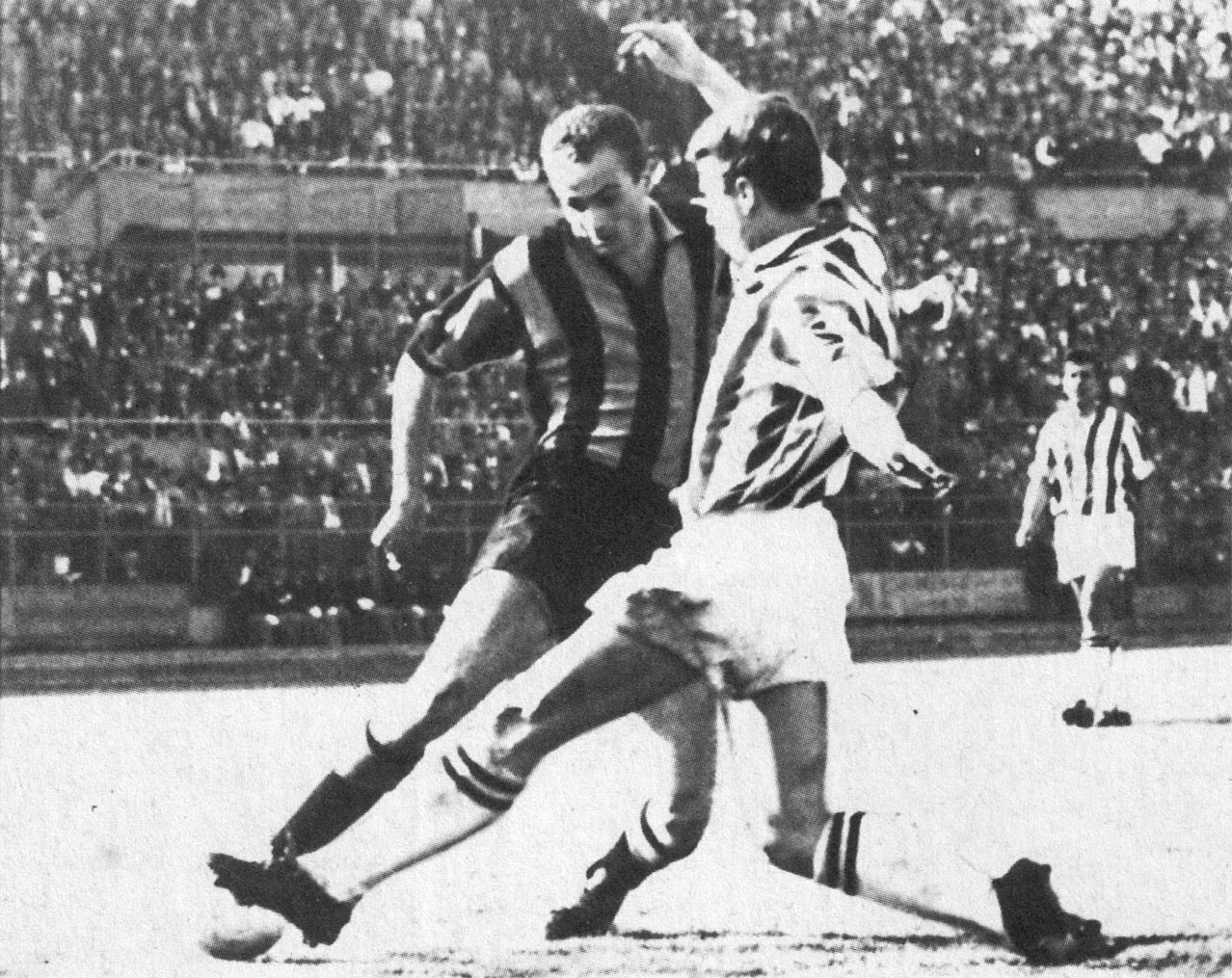
Da sinistra: un contrasto tra il 18enne Mazzola, al debutto in Serie A, e lo juventino Sarti nel derby d'Italia del 10 giugno 1961, giocato in segno di protesta dall'Inter con la squadra De Martino

Figlio di Emilia Ranaldi e Valentino Mazzola, nacque nel capoluogo piemontese durante la militanza del padre — nativo di Cassano d'Adda, nel milanese — in granata: assieme al fratello minore Ferruccio, nato nel 1945, rimase orfano dopo la tragedia di Superga. Scoperto dall'ex calciatore Benito Lorenzi, il quale era solito accompagnare i bambini allo stadio, si dedicò al calcio dopo aver sostenuto anche dei provini di pallacanestro: approdato all'Inter, mosse i primi passi nel settore giovanile sotto la guida di Giuseppe Meazza.
L'esordio in Serie A avvenne il 10 giugno 1961, contro la Juventus nella ripetizione di una gara di campionato sospesa in precedenza: il presidente Angelo Moratti, in segno di protesta, aveva ordinato al tecnico Herrera di schierare la formazione Ragazzi. L'esito fu una scontata vittoria dei bianconeri per 9-1, con il punto della bandiera siglato — su calcio di rigore — proprio dal diciottenne attaccante. Nella stagione 1961-62, Mazzola raccolse un'altra presenza.
Al terzo anno di Herrera, la squadra incappò in un difficile avvio di campionato cogliendo soltanto due vittorie in sette turni. Criticato dalla dirigenza, l'argentino procedette ad alcune innovazioni: Mazzola fu lanciato stabilmente tra i titolari — assieme al coetaneo Facchetti — sostituendo Maschio in posizione di interno offensivo. Con Picchi schierato da libero anziché terzino e Suárez arretrato da mezzala a regista, la formazione trovò un assetto vincente: in attacco, Mazzola si ritrovò quindi ad affiancare l'ala destra Jair e il centravanti Di Giacomo (acquistati nel mercato autunnale in luogo di Bicicli e Hitchens). Il reparto arretrato mostrò un'inattesa solidità (tanto da incassare appena 20 gol nell'intero torneo) mentre le punte conferirono sostanza alla manovra offensiva, portando spesso la Beneamata ad imporsi con varie reti di scarto.

Da sinistra: il capitano torinista Bearzot consegna a un giovane Mazzola la maglia del Grande Torino indossata dal padre Valentino, in occasione dell'ultimo turno del campionato 1962-1963

Recuperato terreno sulla Juventus — che pure si aggiudicò il titolo d'inverno malgrado la sconfitta nel derby d'Italia —, i nerazzurri si mantennero ai vertici anche nel girone di ritorno: a marzo, conquistarono infine la vetta della classifica. Il crocevia fondamentale per lo scudetto si rivelò la quartultima giornata, quando vincendo sul campo dei bianconeri (con rete dello stesso Mazzola) l'Inter poté vantare un margine di 6 punti sui rivali: l'aritmetica certezza del tricolore giunse una settimana più tardi, allorché il pareggio dei piemontesi col Mantova rese i meneghini irraggiungibili. L'Inter tornò quindi campione d'Italia dopo 9 anni, qualificandosi per la prima volta alla Coppa dei Campioni.
In questa stagione, esattamente il 24 febbraio 1963, il giocatore segnò dopo 13" nel derby la rete più veloce nella storia delle stracittadine.

##### 1964-1967: la Grande Inter

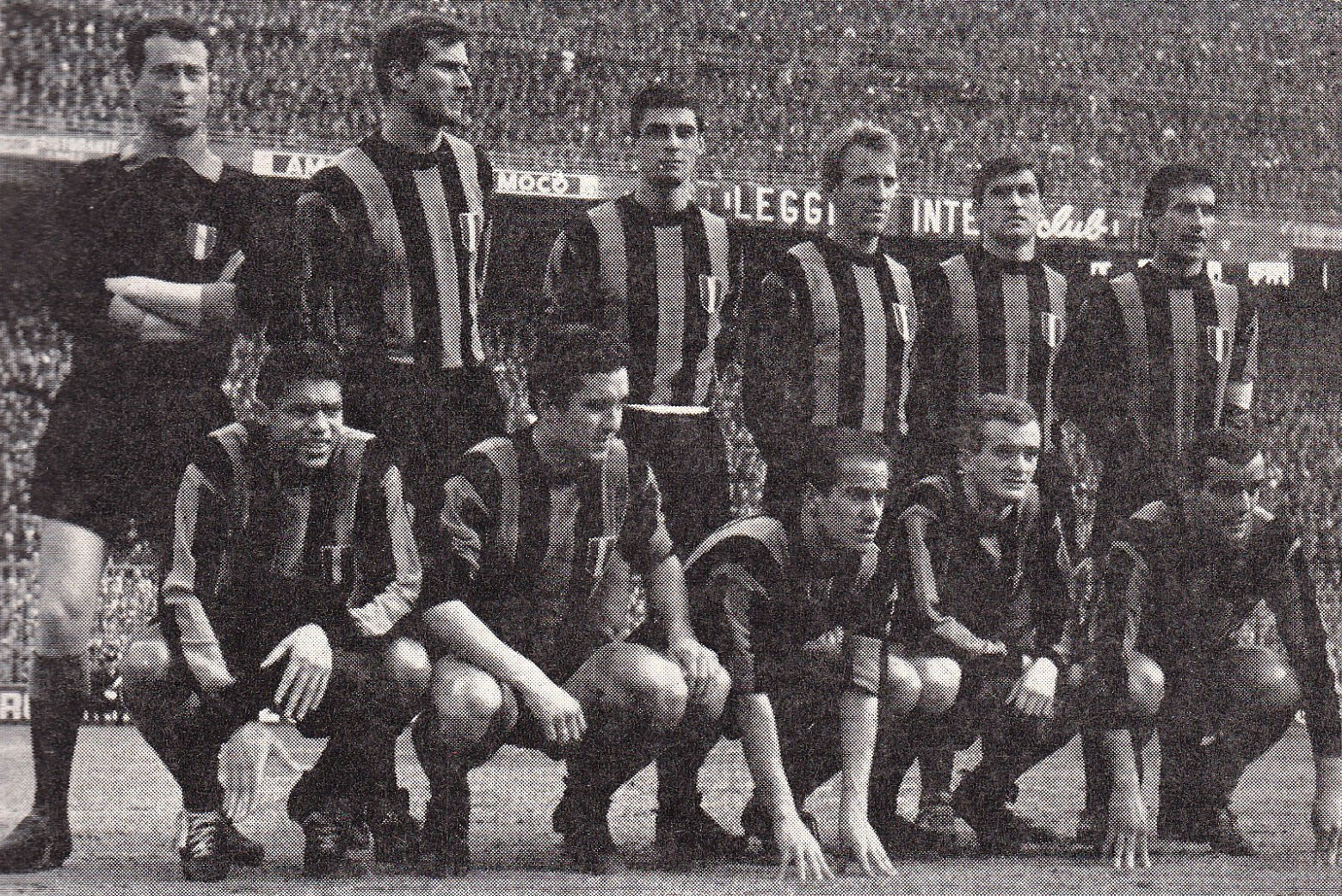
Mazzola (accosciato, secondo da destra) nella Grande Inter della stagione 1963-1964

Il ventenne Mazzola fu confermato nel ruolo di interno, mentre Milani e Cappellini si alternavano da centravanti per sostituire l'assente Di Giacomo: grazie alla velocità ed all'abilità nel dribbling, Mazzola fu spesso il finalizzatore nonostante il teorico schieramento in campo. La squadra lombarda si aggiudicò al primo tentativo la Coppa Campioni, con il giocatore che diede un decisivo contributo segnando 7 reti: determinante risultò la doppietta in finale al Real Madrid, battuto per 3-1 a Vienna. Al termine dell'incontro, secondo quanto raccontato da Mazzola, l'attaccante del Real Madrid Ferenc Puskás gli si avvicinò dicendogli: «Una volta ho giocato contro tuo padre. Complimenti, hai onorato la sua memoria», e gli regalò la propria maglietta.
L'Inter non fu però capace di ripetersi in campionato, al termine di una stagione caratterizzato da polemiche circa l'uso di sostanza dopanti da parte dei calciatori bolognesi. Nerazzurri e felsinei conclusero il torneo in vetta a pari merito, rendendo necessario uno spareggio che vide gli emiliani imporsi per 2-0.

Mazzola (in alto) impegna il portiere juventino Anzolin nella finale di Coppa Italia 1964-1965

Nel settembre 1964, l'undici di Herrera trionfò in Coppa Intercontinentale sull'Independiente dopo tre incontri: nella sfida di ritorno, vinta per 2-0 e che valse la «bella», Mazzola segnò il primo gol. L'attaccante fu poi capocannoniere del campionato con 17 reti — in coabitazione col fiorentino Orlando — fornendo un bel contributo allo scudetto, vinto in rimonta sul Milan che a febbraio vantava 7 lunghezze di margine. La Beneamata si confermò inoltre sul tetto d'Europa, aggiudicandosi nuovamente la Coppa Campioni con la vittoria sul Benfica.
All'inizio della stagione 1965-66, fu poi bissato il titolo mondiale ancora ai danni dell'Independiente: nell'incontro di andata, risoltosi con un 3-0 in favore dei milanesi, Mazzola siglò una doppietta. Con la squadra ormai nota come la Grande Inter, anche il campionato registrò un'ulteriore affermazione: l'Inter si aggiudicò il titolo con una giornata d'anticipo, conquistando il decimo alloro nazionale e la stella d'oro. L'epilogo giunse tuttavia un anno più tardi, con i milanesi condannati da una crisi primaverile che sul fronte della Serie A comportò l'aggancio della Juventus; pervenuti a disputare — per la terza volta in quattro anni — la finalissima europea, i meneghini cedettero al Celtic (2-1) nonostante l'iniziale vantaggio messo a segno su rigore da Mazzola. All'ultima di campionato, crollando a Mantova per una rete dell'ex Di Giacomo, la compagine di Herrera fu seconda dietro la Juve.

##### 1968-1972: il periodo di transizione e il ritorno al successo

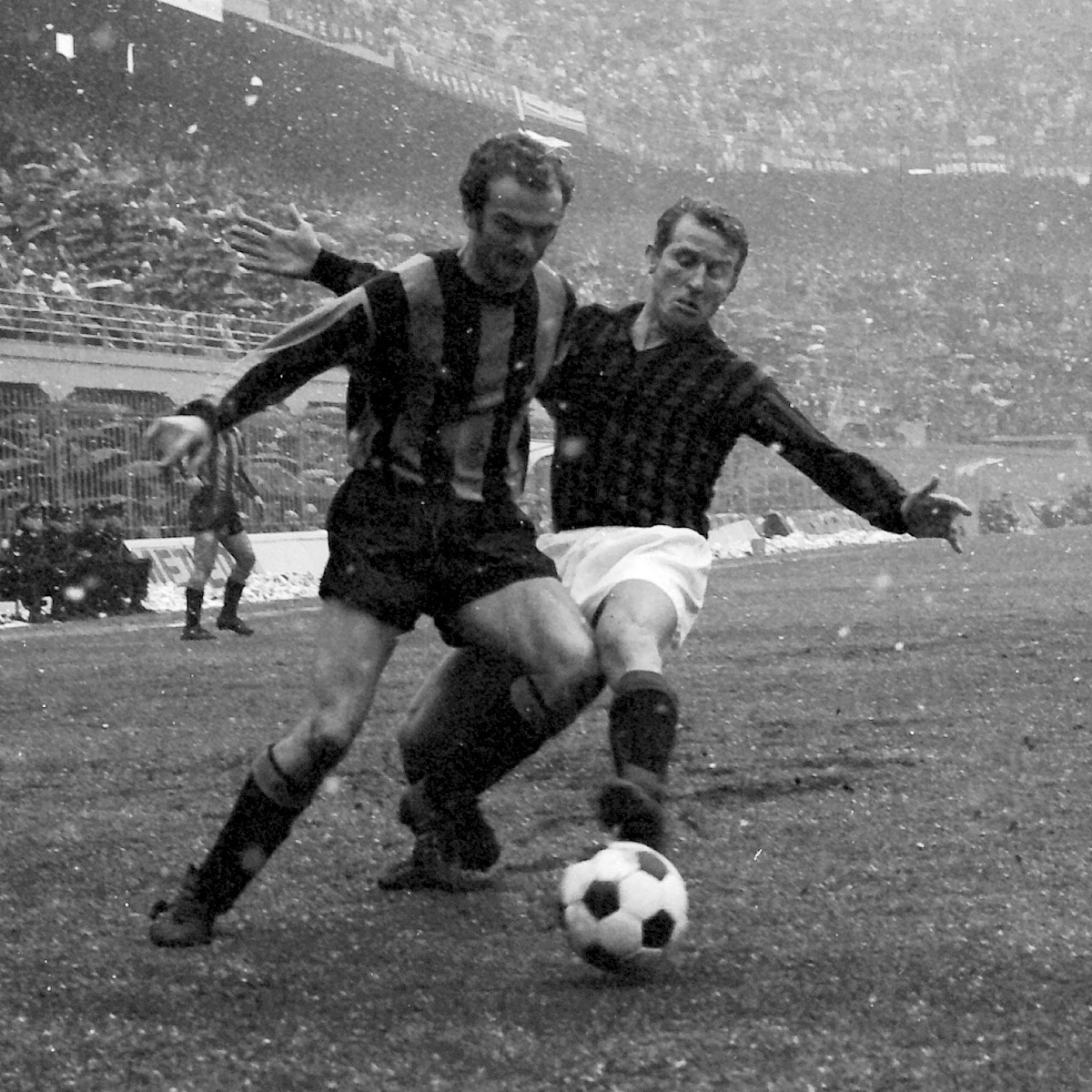
Da sinistra: Mazzola contende la palla al milanista Trapattoni nel derby di Milano dell'8 marzo 1970

Dopo un'anonima stagione 1967-68 — che vide l'Inter classificarsi quinta in campionato senza acuti — Moratti cedette la società all'imprenditore tessile Ivanoe Fraizzoli. Ormai lontana dai fasti degli anni precedenti, la squadra visse un periodo di transizione durante il quale Mazzola fu nominato capitano.
Nell'autunno 1970, dopo una partenza stentata in campionato — che richiamò, per certi versi, la situazione di 8 anni prima — Fraizzoli licenziò Heriberto Herrera (ingaggiato l'anno prima) puntando sul tecnico della Primavera Giovanni Invernizzi. Come avvenuto per Herrera nel 1962, il nuovo allenatore operò modifiche all'undici titolare: Mazzola agì da centrocampista avanzato — o «numero 10» — in appoggio alla punta Boninsegna, con Jair e Corso sulle fasce esterne. L'Inter compì un'altra rimonta a spese del Milan, soffiando a quest'ultima il primato nel mese di marzo e aggiudicandosi lo Scudetto con due gare di anticipo sulla conclusione del torneo. La vittoria significò il ritorno in Coppa dei Campioni, con la squadra che nel 1971-72 raggiunse la quarta finale della propria storia: nel corso della manifestazione, i nerazzurri si erano sbarazzati del Borussia Mönchengladbach in un episodio passato agli annali come "partita della lattina". L'atto conclusivo contro l'Ajax di Johan Cruijff premiò tuttavia gli olandesi, prevalsi con una doppietta dello stesso Tulipano.

##### 1973-1977: gli ultimi anni e il ritiro

Da sinistra: il 34enne capitano interista Mazzola, all'ultima gara della carriera, e quello milanista Rivera guidano in campo le rispettive squadre nella stracittadina del 3 luglio 1977 valida per la finale di Coppa Italia

Gli anni a venire fecero registrare l'addio di colonne della Grande Inter come Jair, Corso, Burgnich e Bedin. Al contrario, Mazzola e Facchetti continuarono a reggere l'ossatura della squadra: alle prese con un ricambio generazionale i nerazzurri vissero stagioni altalenanti, senza conquistare alcun trofeo.
L'ultimo acuto si ebbe nel 1977, quando l'Inter contese ai rivali cittadini la Coppa Italia: per il trentaquattrenne capitano, il derby avrebbe rappresentato l'ultima apparizione con la maglia interista. Ad avere la meglio fu il Milan, che trionfò per 2-0. All'uscita dal campo, annunciando il ritiro dall'attività agonistica, Mazzola si rivolse alla stampa citando Dante Alighieri: «Vuolsi così colà dove si puote ciò che si vuole, e più non dimandare».

#### Nazionale

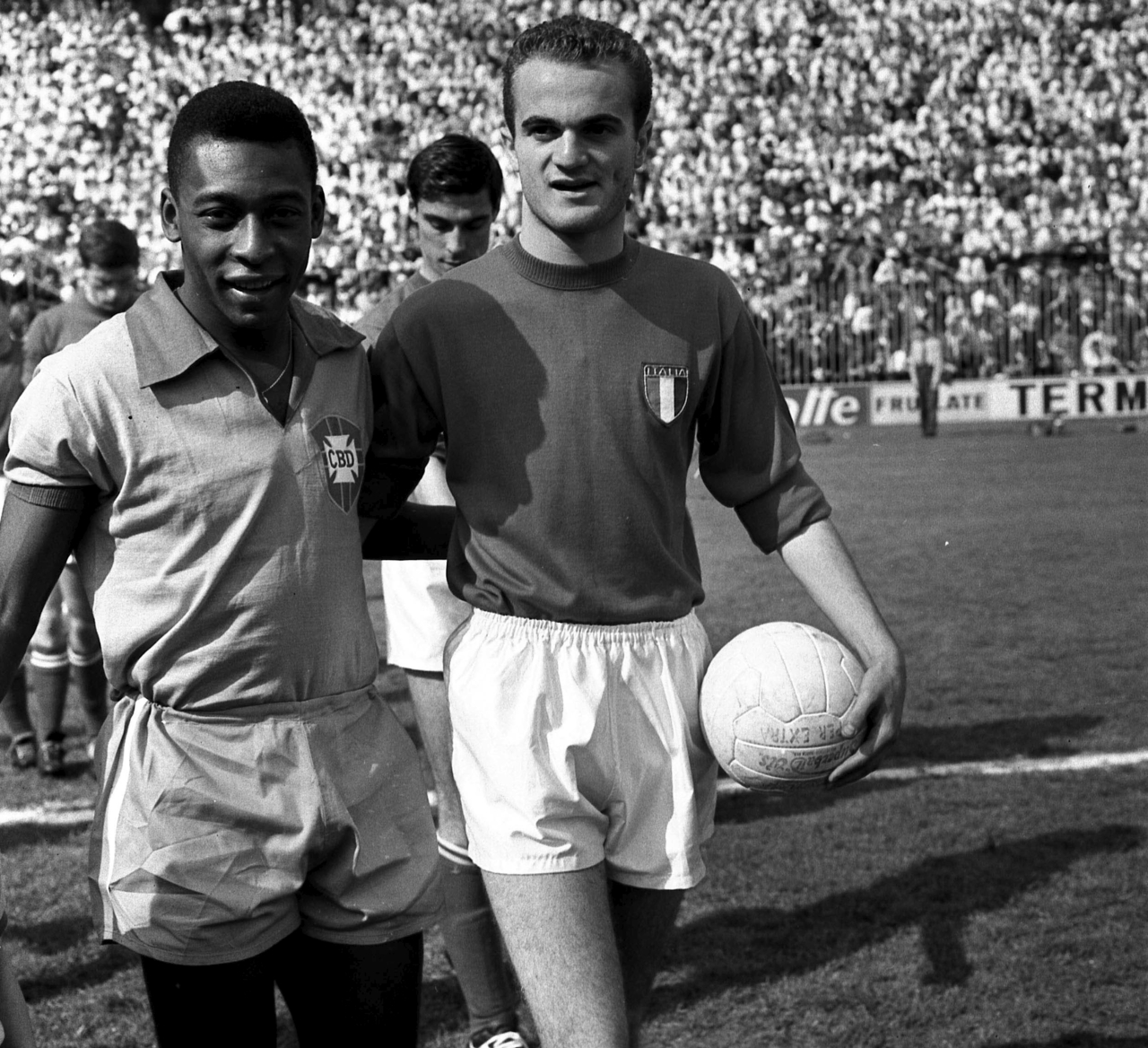
Da sinistra: Pelé e un Mazzola al suo esordio in nazionale, prima dell'amichevole tra e del 12 maggio 1963

Il debutto in nazionale maggiore avvenne il 12 maggio 1963, con l'attaccante che segnò peraltro una rete (su rigore) nell'amichevole contro il Brasile (vinta per 3-0). Alla terza apparizione, il 10 novembre successivo, fallì invece un tiro dagli undici metri nel retour match con l'Unione Sovietica (valido per le qualificazioni al campionato d'Europa): il portiere Jašin neutralizzò la sua conclusione, impedendo la vittoria degli azzurri e contribuendo all'eliminazione degli stessi. Nel 1966 partecipò ai Mondiali inglesi, realizzando un gol al Cile; nel 1968 fece poi parte della rosa che si aggiudicò il titolo continentale.

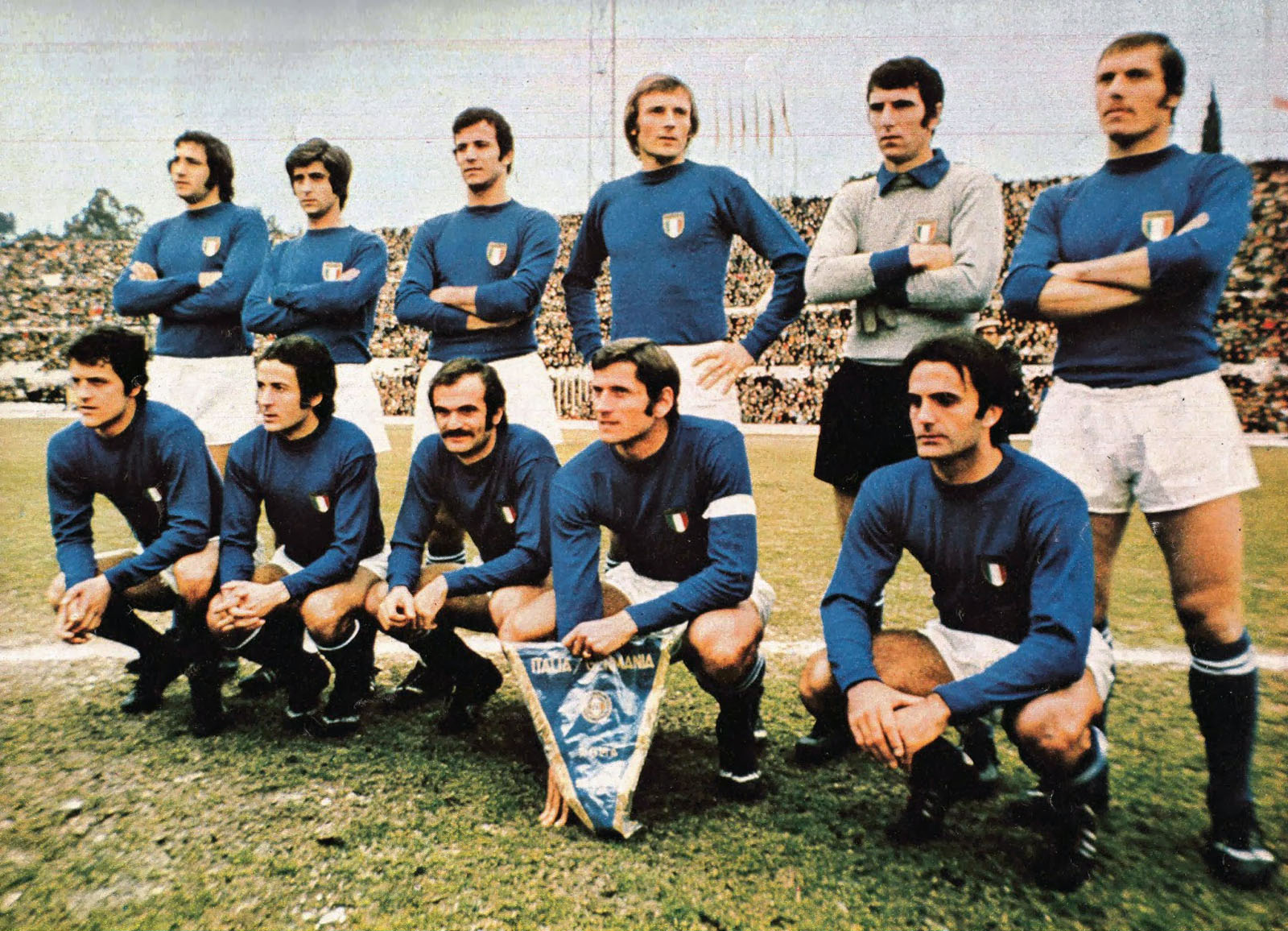
Mazzola (accosciato, al centro in mezzo) prima dell'amichevole contro la del 26 febbraio 1974.

Divenne poi celebre la sua partecipazione ai Mondiali 1970, contraddistinta dalla «staffetta» con Rivera: l'interista veniva solitamente schierato da titolare, mentre l'utilizzo del rossonero era circoscritto alla ripresa nel tentativo di sorprendere gli avversari. Pur senza andare in gol, Mazzola contribuì al raggiungimento della finale dove giocò l'intera partita (Rivera entrerà solo all'84' al posto di Boninsegna): il Brasile s'impose col punteggio di 4-1. L'ultima presenza in Nazionale si verificò il 23 giugno 1974, quando la squadra venne sconfitta dalla Polonia (2-1) abbandonando i Mondiali al primo turno.
Ha inoltre disputato una gara con la selezione "Resto del Mondo" nel 1967, segnando su rigore alla Spagna: il match si svolse in forma di amichevole, per festeggiare i 65 anni dell'iberico Ricardo Zamora.

### Dopo il ritiro

Da destra: Mazzola, dirigente interista, alla presentazione del neoacquisto Ronaldo nel 1997; con loro, Suárez

A seguito del ritiro dall'attività agonistica ha svolto mansioni dirigenziali, dapprima all'Inter (come consigliere delegato dal 1977 al 1984)  e successivamente al Genoa. Con l'arrivo di Massimo Moratti in nerazzurro tornò a far parte della società meneghina, lavorando come direttore sportivo e responsabile di mercato. Dal 2000 al 2003 entrò invece nei quadri dirigenziali del Torino.
Ha poi svolto il ruolo di commentatore tecnico e opinionista per Rai Sport, comparendo in varie trasmissioni. Affiancò Bruno Pizzul nel commento tecnico delle partite della nazionale italiana al mondiale di Italia 1990, contraddistinguendosi per sobrietà e raffinatezza, dando di fatto inizio alla figura del commento tecnico durante le partite di calcio. Affiancò inoltre Luigi Colombo a Telemontecarlo nel 1982 e Marco Civoli alla Rai nel 2006, ancora in veste di commentatore tecnico per le finali mondiali vinte dall'Italia.

## Statistiche

### Presenze e reti nel club
| Stagione        | Squadra         | Campionato      | Campionato | Campionato | Coppe nazionali | Coppe nazionali | Coppe nazionali | Coppe continentali | Coppe continentali | Coppe continentali | Altre coppe | Altre coppe | Altre coppe | Totale | Totale |
| Stagione        | Squadra         | Comp            | Pres       | Reti       | Comp            | Pres            | Reti            | Comp               | Pres               | Reti               | Comp        | Pres        | Reti        | Pres   | Reti   |
| --------------- | --------------- | --------------- | ---------- | ---------- | --------------- | --------------- | --------------- | ------------------ | ------------------ | ------------------ | ----------- | ----------- | ----------- | ------ | ------ |
| 1960-1961       | Inter           | A               | 1          | 1          | CI              | 0               | 0               | CdF                | 0                  | 0                  | -           | -           | -           | 1      | 1      |
| 1961-1962       | Inter           | A               | 1          | 0          | CI              | 0               | 0               | CdF                | 0                  | 0                  | -           | -           | -           | 1      | 0      |
| 1962-1963       | Inter           | A               | 23         | 10         | CI              | 1               | 1               | -                  | -                  | -                  | -           | -           | -           | 24     | 11     |
| 1963-1964       | Inter           | A               | 29+1       | 9+0        | CI              | 0               | 0               | CC                 | 9                  | 7                  | -           | -           | -           | 39     | 16     |
| 1964-1965       | Inter           | A               | 33         | 17         | CI              | 2               | 0               | CC                 | 6                  | 3                  | CInt        | 2           | 1           | 43     | 21     |
| 1965-1966       | Inter           | A               | 30         | 19         | CI              | 1               | 0               | CC                 | 4                  | 1                  | CInt        | 2           | 2           | 37     | 22     |
| 1966-1967       | Inter           | A               | 30         | 17         | CI              | 2               | 2               | CC                 | 10                 | 4                  | -           | -           | -           | 42     | 23     |
| 1967-1968       | Inter           | A               | 28         | 6          | CI              | 9               | 2               | -                  | -                  | -                  | -           | -           | -           | 37     | 8      |
| 1968-1969       | Inter           | A               | 29         | 7          | CI              | 3               | 0               | -                  | -                  | -                  | -           | -           | -           | 32     | 7      |
| 1969-1970       | Inter           | A               | 28         | 4          | CI              | 5               | 1               | CdF                | 10                 | 1                  | -           | -           | -           | 43     | 6      |
| 1970-1971       | Inter           | A               | 29         | 7          | CI              | 3               | 2               | CdF                | 1                  | 0                  | CAI+TP      | 3+2         | 0+1         | 38     | 10     |
| 1971-1972       | Inter           | A               | 28         | 7          | CI              | 9               | 2               | CC                 | 9                  | 2                  | -           | -           | -           | 46     | 11     |
| 1972-1973       | Inter           | A               | 26         | 2          | CI              | 9               | 4               | CU                 | 6                  | 0                  | -           | -           | -           | 41     | 6      |
| 1973-1974       | Inter           | A               | 26         | 4          | CI              | 10              | 3               | CU                 | 2                  | 0                  | -           | -           | -           | 38     | 7      |
| 1974-1975       | Inter           | A               | 23         | 3          | CI              | 7               | 0               | CU                 | 4                  | 0                  | -           | -           | -           | 34     | 3      |
| 1975-1976       | Inter           | A               | 25         | 2          | CI              | 10              | 4               | -                  | -                  | -                  | -           | -           | -           | 35     | 6      |
| 1976-1977       | Inter           | A               | 28         | 1          | CI              | 9               | 3               | CU                 | 2                  | 0                  | -           | -           | -           | 39     | 4      |
| Totale carriera | Totale carriera | Totale carriera | 417+1      | 116+0      |                 | 80              | 24              |                    | 63                 | 18                 |             | 9           | 4           | 570    | 162    |

### Cronologia presenze e reti in nazionale
| Cronologia completa delle presenze e delle reti in nazionale ― Italia | Cronologia completa delle presenze e delle reti in nazionale ― Italia | Cronologia completa delle presenze e delle reti in nazionale ― Italia | Cronologia completa delle presenze e delle reti in nazionale ― Italia | Cronologia completa delle presenze e delle reti in nazionale ― Italia | Cronologia completa delle presenze e delle reti in nazionale ― Italia | Cronologia completa delle presenze e delle reti in nazionale ― Italia | Cronologia completa delle presenze e delle reti in nazionale ― Italia |
| Data                                                                  | Città                                                                 | In casa                                                               | Risultato                                                             | Ospiti                                                                | Competizione                                                          | Reti                                                                  | Note                                                                  |
| --------------------------------------------------------------------- | --------------------------------------------------------------------- | --------------------------------------------------------------------- | --------------------------------------------------------------------- | --------------------------------------------------------------------- | --------------------------------------------------------------------- | --------------------------------------------------------------------- | --------------------------------------------------------------------- |
| 12-5-1963                                                             | Milano                                                                | Italia                                                                | 3 – 0                                                                 | Brasile                                                               | Amichevole                                                            | 1                                                                     |                                                                       |
| 9-6-1963                                                              | Vienna                                                                | Austria                                                               | 0 – 1                                                                 | Italia                                                                | Amichevole                                                            | -                                                                     | 46’                                                                   |
| 10-11-1963                                                            | Roma                                                                  | Italia                                                                | 1 – 1                                                                 | Unione Sovietica                                                      | Qual. Euro 1964                                                       | -                                                                     |                                                                       |
| 14-12-1963                                                            | Torino                                                                | Italia                                                                | 1 – 0                                                                 | Austria                                                               | Amichevole                                                            | -                                                                     | 60’                                                                   |
| 11-4-1964                                                             | Firenze                                                               | Italia                                                                | 0 – 0                                                                 | Cecoslovacchia                                                        | Amichevole                                                            | -                                                                     |                                                                       |
| 10-5-1964                                                             | Losanna                                                               | Svizzera                                                              | 1 – 3                                                                 | Italia                                                                | Amichevole                                                            | 1                                                                     |                                                                       |
| 4-11-1964                                                             | Genova                                                                | Italia                                                                | 6 – 1                                                                 | Finlandia                                                             | Qual. Mondiali 1966                                                   | 2                                                                     |                                                                       |
| 13-3-1965                                                             | Amburgo                                                               | Germania Ovest                                                        | 1 – 1                                                                 | Italia                                                                | Amichevole                                                            | 1                                                                     |                                                                       |
| 18-4-1965                                                             | Varsavia                                                              | Polonia                                                               | 0 – 0                                                                 | Italia                                                                | Qual. Mondiali 1966                                                   | -                                                                     |                                                                       |
| 16-6-1965                                                             | Malmö                                                                 | Svezia                                                                | 2 – 2                                                                 | Italia                                                                | Amichevole                                                            | 1                                                                     |                                                                       |
| 23-6-1965                                                             | Helsinki                                                              | Finlandia                                                             | 0 – 2                                                                 | Italia                                                                | Qual. Mondiali 1966                                                   | 2                                                                     |                                                                       |
| 27-6-1965                                                             | Budapest                                                              | Ungheria                                                              | 2 – 1                                                                 | Italia                                                                | Amichevole                                                            | 1                                                                     |                                                                       |
| 1-11-1965                                                             | Roma                                                                  | Italia                                                                | 6 – 1                                                                 | Polonia                                                               | Qual. Mondiali 1966                                                   | 1                                                                     |                                                                       |
| 9-11-1965                                                             | Glasgow                                                               | Scozia                                                                | 1 – 0                                                                 | Italia                                                                | Qual. Mondiali 1966                                                   | -                                                                     |                                                                       |
| 7-12-1965                                                             | Napoli                                                                | Italia                                                                | 3 – 0                                                                 | Scozia                                                                | Qual. Mondiali 1966                                                   | -                                                                     |                                                                       |
| 19-3-1966                                                             | Parigi                                                                | Francia                                                               | 0 – 0                                                                 | Italia                                                                | Amichevole                                                            | -                                                                     |                                                                       |
| 14-6-1966                                                             | Bologna                                                               | Italia                                                                | 6 – 1                                                                 | Bulgaria                                                              | Amichevole                                                            | 1                                                                     | 46’                                                                   |
| 22-6-1966                                                             | Torino                                                                | Italia                                                                | 3 – 0                                                                 | Argentina                                                             | Amichevole                                                            | -                                                                     | 46’                                                                   |
| 29-6-1966                                                             | Firenze                                                               | Italia                                                                | 5 – 0                                                                 | Messico                                                               | Amichevole                                                            | 1                                                                     |                                                                       |
| 13-7-1966                                                             | Sunderland                                                            | Italia                                                                | 2 – 0                                                                 | Cile                                                                  | Mondiali 1966 - 1º turno                                              | 1                                                                     |                                                                       |
| 16-7-1966                                                             | Sunderland                                                            | Unione Sovietica                                                      | 1 – 0                                                                 | Italia                                                                | Mondiali 1966 - 1º turno                                              | -                                                                     |                                                                       |
| 19-7-1966                                                             | Middlesbrough                                                         | Corea del Nord                                                        | 1 – 0                                                                 | Italia                                                                | Mondiali 1966 - 1º turno                                              | -                                                                     |                                                                       |
| 1-11-1966                                                             | Milano                                                                | Italia                                                                | 1 – 0                                                                 | Unione Sovietica                                                      | Amichevole                                                            | -                                                                     |                                                                       |
| 26-11-1966                                                            | Napoli                                                                | Italia                                                                | 3 – 1                                                                 | Romania                                                               | Qual. Euro 1968                                                       | 2                                                                     |                                                                       |
| 27-3-1967                                                             | Roma                                                                  | Italia                                                                | 1 – 1                                                                 | Portogallo                                                            | Amichevole                                                            | -                                                                     |                                                                       |
| 1-11-1967                                                             | Cosenza                                                               | Italia                                                                | 5 – 0                                                                 | Cipro                                                                 | Qual. Euro 1968                                                       | 2                                                                     |                                                                       |
| 23-12-1967                                                            | Cagliari                                                              | Italia                                                                | 4 – 0                                                                 | Svizzera                                                              | Qual. Euro 1968                                                       | 1                                                                     |                                                                       |
| 6-4-1968                                                              | Sofia                                                                 | Bulgaria                                                              | 3 – 2                                                                 | Italia                                                                | Qual. Euro 1968                                                       | -                                                                     |                                                                       |
| 20-4-1968                                                             | Napoli                                                                | Italia                                                                | 2 – 0                                                                 | Bulgaria                                                              | Qual. Euro 1968                                                       | -                                                                     |                                                                       |
| 5-6-1968                                                              | Napoli                                                                | Italia                                                                | 0 – 0 dts                                                             | Unione Sovietica                                                      | Euro 1968 - Semifinale                                                | -                                                                     |                                                                       |
| 10-6-1968                                                             | Roma                                                                  | Italia                                                                | 2 – 0                                                                 | Jugoslavia                                                            | Euro 1968 - Finale                                                    | -                                                                     | 1º titolo europeo                                                     |
| 23-10-1968                                                            | Cardiff                                                               | Galles                                                                | 0 – 1                                                                 | Italia                                                                | Qual. Mondiali 1970                                                   | -                                                                     | 52’                                                                   |
| 29-3-1969                                                             | Berlino Est                                                           | Germania Est                                                          | 2 – 2                                                                 | Italia                                                                | Qual. Mondiali 1970                                                   | -                                                                     |                                                                       |
| 24-5-1969                                                             | Torino                                                                | Italia                                                                | 0 – 0                                                                 | Bulgaria                                                              | Amichevole                                                            | -                                                                     |                                                                       |
| 4-11-1969                                                             | Roma                                                                  | Italia                                                                | 4 – 1                                                                 | Galles                                                                | Qual. Mondiali 1970                                                   | 1                                                                     | 46’                                                                   |
| 22-11-1969                                                            | Napoli                                                                | Italia                                                                | 3 – 0                                                                 | Germania Est                                                          | Qual. Mondiali 1970                                                   | 1                                                                     |                                                                       |
| 10-5-1970                                                             | Lisbona                                                               | Portogallo                                                            | 1 – 2                                                                 | Italia                                                                | Amichevole                                                            | -                                                                     | 46’                                                                   |
| 3-6-1970                                                              | Toluca                                                                | Italia                                                                | 1 – 0                                                                 | Svezia                                                                | Mondiali 1970 - 1º turno                                              | -                                                                     |                                                                       |
| 6-6-1970                                                              | Puebla                                                                | Italia                                                                | 0 – 0                                                                 | Uruguay                                                               | Mondiali 1970 - 1º turno                                              | -                                                                     |                                                                       |
| 11-6-1970                                                             | Toluca                                                                | Italia                                                                | 0 – 0                                                                 | Israele                                                               | Mondiali 1970 - 1º turno                                              | -                                                                     |                                                                       |
| 14-6-1970                                                             | Toluca                                                                | Italia                                                                | 4 – 1                                                                 | Messico                                                               | Mondiali 1970 - Quarti di finale                                      | -                                                                     | 46’                                                                   |
| 17-6-1970                                                             | Città del Messico                                                     | Italia                                                                | 4 – 3 dts                                                             | Germania Ovest                                                        | Mondiali 1970 - Semifinale                                            | -                                                                     | 46’                                                                   |
| 21-6-1970                                                             | Città del Messico                                                     | Brasile                                                               | 4 – 1                                                                 | Italia                                                                | Mondiali 1970 - Finale                                                | -                                                                     | 2º posto                                                              |
| 17-10-1970                                                            | Berna                                                                 | Svizzera                                                              | 1 – 1                                                                 | Italia                                                                | Amichevole                                                            | 1                                                                     |                                                                       |
| 31-10-1970                                                            | Vienna                                                                | Austria                                                               | 1 – 2                                                                 | Italia                                                                | Qual. Euro 1972                                                       | 1                                                                     |                                                                       |
| 8-12-1970                                                             | Firenze                                                               | Italia                                                                | 3 – 0                                                                 | Irlanda                                                               | Qual. Euro 1972                                                       | -                                                                     |                                                                       |
| 20-2-1971                                                             | Cagliari                                                              | Italia                                                                | 1 – 2                                                                 | Spagna                                                                | Amichevole                                                            | -                                                                     |                                                                       |
| 10-5-1971                                                             | Dublino                                                               | Irlanda                                                               | 1 – 2                                                                 | Italia                                                                | Qual. Euro 1972                                                       | -                                                                     |                                                                       |
| 9-6-1971                                                              | Stoccolma                                                             | Svezia                                                                | 0 – 0                                                                 | Italia                                                                | Qual. Euro 1972                                                       | -                                                                     |                                                                       |
| 25-9-1971                                                             | Genova                                                                | Italia                                                                | 2 – 0                                                                 | Messico                                                               | Amichevole                                                            | -                                                                     |                                                                       |
| 9-10-1971                                                             | Milano                                                                | Italia                                                                | 3 – 0                                                                 | Svezia                                                                | Qual. Euro 1972                                                       | -                                                                     | 81’                                                                   |
| 4-3-1972                                                              | Atene                                                                 | Grecia                                                                | 2 – 1                                                                 | Italia                                                                | Amichevole                                                            | -                                                                     |                                                                       |
| 29-4-1972                                                             | Milano                                                                | Italia                                                                | 0 – 0                                                                 | Belgio                                                                | Qual. Euro 1972                                                       | -                                                                     |                                                                       |
| 13-5-1972                                                             | Bruxelles                                                             | Belgio                                                                | 2 – 1                                                                 | Italia                                                                | Qual. Euro 1972                                                       | -                                                                     |                                                                       |
| 17-6-1972                                                             | Bucarest                                                              | Romania                                                               | 3 – 3                                                                 | Italia                                                                | Amichevole                                                            | -                                                                     | cap.                                                                  |
| 21-6-1972                                                             | Sofia                                                                 | Bulgaria                                                              | 1 – 1                                                                 | Italia                                                                | Amichevole                                                            | -                                                                     | cap.                                                                  |
| 20-9-1972                                                             | Torino                                                                | Italia                                                                | 3 – 1                                                                 | Jugoslavia                                                            | Amichevole                                                            | -                                                                     | cap. 46’                                                              |
| 7-10-1972                                                             | Lussemburgo                                                           | Lussemburgo                                                           | 0 – 4                                                                 | Italia                                                                | Qual. Mondiali 1974                                                   | -                                                                     | cap.                                                                  |
| 21-10-1972                                                            | Berna                                                                 | Svizzera                                                              | 0 – 0                                                                 | Italia                                                                | Qual. Mondiali 1974                                                   | -                                                                     | cap.                                                                  |
| 25-2-1973                                                             | Istanbul                                                              | Turchia                                                               | 0 – 1                                                                 | Italia                                                                | Qual. Mondiali 1974                                                   | -                                                                     |                                                                       |
| 31-3-1973                                                             | Genova                                                                | Italia                                                                | 5 – 0                                                                 | Lussemburgo                                                           | Qual. Mondiali 1974                                                   | -                                                                     |                                                                       |
| 9-6-1973                                                              | Roma                                                                  | Italia                                                                | 2 – 0                                                                 | Brasile                                                               | Amichevole                                                            | -                                                                     |                                                                       |
| 14-6-1973                                                             | Torino                                                                | Italia                                                                | 2 – 0                                                                 | Inghilterra                                                           | Amichevole                                                            | -                                                                     |                                                                       |
| 29-9-1973                                                             | Milano                                                                | Italia                                                                | 2 – 0                                                                 | Svezia                                                                | Amichevole                                                            | -                                                                     |                                                                       |
| 20-10-1973                                                            | Roma                                                                  | Italia                                                                | 2 – 0                                                                 | Svizzera                                                              | Qual. Mondiali 1974                                                   | -                                                                     |                                                                       |
| 26-2-1974                                                             | Roma                                                                  | Italia                                                                | 0 – 0                                                                 | Germania Ovest                                                        | Amichevole                                                            | -                                                                     |                                                                       |
| 8-6-1974                                                              | Vienna                                                                | Austria                                                               | 0 – 0                                                                 | Italia                                                                | Amichevole                                                            | -                                                                     | 46’                                                                   |
| 15-6-1974                                                             | Monaco                                                                | Italia                                                                | 3 – 1                                                                 | Haiti                                                                 | Mondiali 1974 - 1º turno                                              | -                                                                     |                                                                       |
| 19-6-1974                                                             | Stoccarda                                                             | Italia                                                                | 1 – 1                                                                 | Argentina                                                             | Mondiali 1974 - 1º turno                                              | -                                                                     |                                                                       |
| 23-6-1974                                                             | Stoccarda                                                             | Polonia                                                               | 2 – 1                                                                 | Italia                                                                | Mondiali 1974 - 1º turno                                              | -                                                                     |                                                                       |
| Totale                                                                |                                                                       | Presenze (21º posto)                                                  | 70                                                                    |                                                                       | Reti (11º posto)                                                      | 22                                                                    |                                                                       |

| Cronologia completa delle presenze e delle reti in nazionale ― Italia B | Cronologia completa delle presenze e delle reti in nazionale ― Italia B | Cronologia completa delle presenze e delle reti in nazionale ― Italia B | Cronologia completa delle presenze e delle reti in nazionale ― Italia B | Cronologia completa delle presenze e delle reti in nazionale ― Italia B | Cronologia completa delle presenze e delle reti in nazionale ― Italia B | Cronologia completa delle presenze e delle reti in nazionale ― Italia B | Cronologia completa delle presenze e delle reti in nazionale ― Italia B |
| Data                                                                    | Città                                                                   | In casa                                                                 | Risultato                                                               | Ospiti                                                                  | Competizione                                                            | Reti                                                                    | Note                                                                    |
| ----------------------------------------------------------------------- | ----------------------------------------------------------------------- | ----------------------------------------------------------------------- | ----------------------------------------------------------------------- | ----------------------------------------------------------------------- | ----------------------------------------------------------------------- | ----------------------------------------------------------------------- | ----------------------------------------------------------------------- |
| 20-3-1963                                                               | Firenze                                                                 | Italia B                                                                | 1 – 0                                                                   | Bulgaria B                                                              | Amichevole                                                              | -                                                                       |                                                                         |
| Totale                                                                  |                                                                         | Presenze                                                                | 1                                                                       |                                                                         | Reti                                                                    | 0                                                                       |                                                                         |

| Cronologia completa delle presenze e delle reti in nazionale ― Italia under 21 | Cronologia completa delle presenze e delle reti in nazionale ― Italia under 21 | Cronologia completa delle presenze e delle reti in nazionale ― Italia under 21 | Cronologia completa delle presenze e delle reti in nazionale ― Italia under 21 | Cronologia completa delle presenze e delle reti in nazionale ― Italia under 21 | Cronologia completa delle presenze e delle reti in nazionale ― Italia under 21 | Cronologia completa delle presenze e delle reti in nazionale ― Italia under 21 | Cronologia completa delle presenze e delle reti in nazionale ― Italia under 21 |
| Data                                                                           | Città                                                                          | In casa                                                                        | Risultato                                                                      | Ospiti                                                                         | Competizione                                                                   | Reti                                                                           | Note                                                                           |
| ------------------------------------------------------------------------------ | ------------------------------------------------------------------------------ | ------------------------------------------------------------------------------ | ------------------------------------------------------------------------------ | ------------------------------------------------------------------------------ | ------------------------------------------------------------------------------ | ------------------------------------------------------------------------------ | ------------------------------------------------------------------------------ |
| 11-3-1964                                                                      | Bergamo                                                                        | Italia under 21                                                                | 7 – 1                                                                          | Turchia under 21                                                               | Olimpiadi                                                                      | 2                                                                              |                                                                                |
| 18-6-1964                                                                      | Roma                                                                           | Italia under 21                                                                | 3 – 0                                                                          | Polonia under 21                                                               | Olimpiadi                                                                      | 1                                                                              |                                                                                |
| 25-6-1964                                                                      | Poznań                                                                         | Polonia under 21                                                               | 0 – 1                                                                          | Italia under 21                                                                | Olimpiadi                                                                      | -                                                                              |                                                                                |
| Totale                                                                         |                                                                                | Presenze                                                                       | 2                                                                              |                                                                                | Reti                                                                           | 3                                                                              |                                                                                |

### Record

Mazzola realizza il gol più veloce nella storia delle stracittadine, in Milan-Inter (1-1) del 24 febbraio 1963.

- Unico calciatore interista a vincere la classifica dei marcatori in Coppa Campioni (7 reti nella stagione 1963-64);[15]
- Marcatore più veloce nella storia del derby di Milano: 13" (Milan-Inter 1-1, 24 febbraio 1963);[27]
- Miglior marcatore interista ed italiano nella Coppa Intercontinentale: 3 reti (1964 e 1965).[35]

## Palmarès

### Club

#### Competizioni giovanili
- Torneo di Viareggio: 1

Inter: 1962

#### Competizioni nazionali
- Campionato italiano: 4

Inter: 1962-1963, 1964-1965, 1965-1966, 1970-1971

#### Competizioni internazionali
- Coppa dei Campioni: 2

Inter: 1963-1964, 1964-1965
- Coppa Intercontinentale: 2

Inter: 1964, 1965

### Nazionale
- Campionato d'Europa: 1

Italia 1968

### Individuale
- Capocannoniere della Coppa dei Campioni: 1

1963-1964 (7 gol ex aequo con Ferenc Puskás, Vladica Kovačević)
- Capocannoniere della Serie A: 1

1964-1965 (17 gol, ex aequo con Alberto Orlando)
- Top 11 del Campionato europeo: 1

Italia 1968
- Miglior calciatore del Campionato europeo di calcio: 1

Italia 1968
- Guerin d'oro speciale: 1

1987
- Inserito nella Hall of Fame del calcio italiano nella categoria Veterano italiano (2014)
- Candidato al Dream Team del Pallone d'oro (2020)
- Inserito nella Hall of Fame dell'Inter nella categoria Centrocampisti (2022)

## Opere
- La prima fetta di torta. I problemi, le speranze, le delusioni di un ragazzo con voglia di pallone, a cura di Luciano Falsiroli, Rizzoli, 1977.
- Ho scelto di stare davanti alla porta, con Marco Civoli, Limina, 2012.
- Cuore Nerazzurro, Una bandiera è per sempre, con Fernando Coratelli, Piemme, 2023.